# Hauerausbildung
Als Hauerausbildung bezeichnet man im Bergbau das Erlernen von Fertigkeiten und Fähigkeiten, die den auszubildenden Bergmann dazu befähigen sollen, nach Abschluss der Ausbildung und bestandener Hauerprüfung ihm übertragene bergmännische Arbeiten selbstständig durchführen zu können. Die bestandene Hauerprüfung ist Voraussetzung für weitere berufliche Fortbildungen und berufliche Aufstiegsmöglichkeiten.

## Allgemeiner geschichtlicher Überblick
Bis in die erste Hälfte des 20. Jahrhunderts war der Hauer ein angelernter Facharbeiter. Erste einfache Ausbildungsabschnitte erfolgten für den angehenden Hauer bereits im Kindesalter von unter 14 Jahren. Hier musste er als Scheidejunge an der Scheidebank arbeiten. Für die dortigen Tätigkeiten benötigten die Jungen nur eine kurze Anweisung. Als Jugendlicher wurde er dann Untertage als Grubenjunge eingesetzt. Hier musste er entweder in der Streckenförderung als Huntstößer arbeiten oder er wurde zum Säubern vor Ort eingesetzt. Diese Tätigkeiten waren ebenfalls einfache Aufgaben, die keiner besonderen Qualifizierung bedurften. Für den jungen Bergmann bedeutete diese Tätigkeit jedoch einen Aufstieg in der Hierarchie, die auch mit einem höheren Lohn verbunden war. Erste Veränderungen gab es erst im Jahr 1839 mit dem preußischen Regulativ über die Beschäftigung jugendlicher Arbeiter. Von nun an durften Kinder unter neun Jahren nicht mehr in Fabriken arbeiten, für Jugendliche bis 16 Jahren gab es zeitliche Einschränkungen. Im Jahr 1856 gab es eine Gesetzesnovelle, aufgrund derer Kinder unter zwölf Jahren nicht mehr in Fabriken beschäftigt werden durften, auch wurden weitere Arbeitszeitverkürzungen für Jugendliche bis zum 14. Lebensjahr eingeführt. Dies bedeutete für den Bergbau, dass Scheidejungen ein Mindestalter von 14 Jahren haben mussten. Außerdem durften sie erst beschäftigt werden, wenn sie die Volksschule abgeschlossen hatten. In den 1880er Jahren kamen viele Fremdarbeiter in den deutschen Bergbau, die keinerlei praktische Kenntnisse vom Bergbau hatten. Hier stieß die alte Hauerausbildung an ihre Grenzen. Auch wurden die Lehrhauer häufig zu Arbeiten herangezogen, die eigentlich ein Gedingeschlepper erledigen konnte, was dazu führte, dass das eigentliche Erlernen der Hauertätigkeiten zu kurz kam. Aber auch das Aufkommen neuer Maschinen im Bergbau erforderte eine neue Form der Hauerausbildung. Hinzu kam, dass auf dem Arbeitsmarkt speziell bei den Handwerkern ein Engpass an guten Fachkräften bestand. Auch für die immer häufiger eingesetzten Maschinen gab es nur wenige Spezialisten, was eine Anwerbung immer schwieriger gestaltete. Aus diesem Grund waren die Bergwerksbetreiber gezwungen, die Ausbildung ihrer Bergleute neu zu regeln. Aufgrund der formalisierten Hauerausbildung wurde nun aus dem angelernten Facharbeiterberuf ein Lehrberuf. Der bergmännische Lehrberuf wurde jedoch erst im Jahr 1940 durch den Reichswirtschaftsminister anerkannt.

## Rein praktische Hauerausbildung
Die eigentliche praktische Hauerausbildung begann nach der Zeit als Bergknecht. Von nun an durfte der angehende Hauer als Lehrhauer (Lehrhäuer) arbeiten, wenn er hierfür vom Bergmeister zugelassen wurde. Zu diesem Zeitpunkt hatte er mittlerweile ein Alter von 27 Jahren erreicht. Der Aufstieg zum Lehrhauer war in der Regel erneut mit einer Lohnerhöhung verbunden. Als Lehrhauer musste er nun drei Jahre unter der Obhut eines Doppelhauers arbeiten. Die Ausbildung, die er nun erfuhr, war ein reines Erlernen von praktischen Fähigkeiten. Allerdings waren diese Tätigkeiten schon sehr anspruchsvoll und erforderten einiges handwerkliches Geschick. Nachdem ein Lehrhauer drei Jahre in dieser Tätigkeit gearbeitet hatte, konnte er sich bei der zuständigen Grubenverwaltung zur Prüfung anmelden. Voraussetzung für die Prüfung waren neben der dreijährigen Lehrhauertätigkeit auch, dass er sich die entsprechenden Kenntnisse und Fertigkeiten angeeignet hatte, die er für seine Hauertätigkeit benötigte. Die Grubenverwaltung meldete sämtlich Prüflinge beim zuständigen Geschworenen. Dieser musste die gemeldeten Prüflinge dem zuständigen Bergamt melden. Die Hauerprüfung erfolgte anschließend in Form eines Probegedinges. Für das Probegedinge musste er aus dem Gebirge, mittels Schlägel und Eisen, ein Ort von einem Lachter Höhe und einem Lachter Länge ausschlagen. Die Prüfung dauerte vier Wochen. Für die Hauerprüfung wurden den Prüflingen vom zuständigen Geschworenen die entsprechenden Orte für das Gedinge zugeteilt. Der Ort für das Probegedinge lag oftmals auf einem anderen Bergwerk. Während der Prüfung kontrollierte der Geschworene die Arbeit des Prüflings, ob sie regulär und richtig durchgeführt wurde. Nach Beendigung der Prüfungsarbeit musste entweder die Grubenverwaltung oder der Geschworene dem Bergamt eine schriftliche Bewertung des Probegedinges zuschicken. An einem vom Bergamt festgesetzten Tag, dem Sessionstag, wurden alle Prüflinge, die das Probegedinge erfolgreich durchgeführt hatten, vom Bergmeister zum Berghauer gesprochen. Von diesem Zeitpunkt an, im Freiberger Bergrevier sogar bereits mit Beginn des Probegedinges, erhielten sie nun den vollen Hauerlohn. Als äußeres Kennzeichen ihrer Hauerwürde durften sie von nun an die Bergparde, die Fahrkappe und die Kniebügel tragen. Außerdem erhielten sie die Erlaubnis, zu heiraten.

## Theoretische und praktische Hauerausbildung
In der Mitte der ersten Hälfte des 20. Jahrhunderts wurden die Bedingungen, unter denen ein Bergmann Hauerarbeiten durchführen durfte, neu geregelt. Dies spiegelte sich insbesondere in den Bergpolizeiverordnungen wider. So wurde in den Bergpolizeiverordnungen gefordert, dass zur Ausübung der Hauertätigkeit der Besitz eines gültigen Hauerscheins erforderlich ist. Um einen Hauerschein erwerben zu können, war es erforderlich, dass der Bewerber das 21. Lebensjahr vollendet hatte und bereits mindestens drei Jahre Untertage gearbeitet hatte. Die Ausbildung der Hauer erfolgte nach einem vom Oberbergamt genehmigten Plan. Den Haueranwärtern wurden sowohl theoretische Kenntnisse als auch praktische Fertigkeiten vermittelt. Die praktischen Fertigkeiten vermittelte weiterhin der Betrieb, die theoretischen Kenntnisse erlangte der Haueranwärter in der Berufsschule, die er außerhalb der Arbeitszeit besuchen musste. Das letzte Ausbildungsjahr galt als Lehrhauerjahr. In diesem Jahr musste der Haueranwärter mit Hauertätigkeiten beschäftigt werden. Am Ende der Ausbildung erfolgte dann die Hauerprüfung. Sie bildete den sichtbaren Abschluss der Hauerausbildung. Die Hauerprüfung musste auf dem Bergwerk erfolgen, auf dem der Lehrhauer die letzten drei Monate seiner Ausbildungszeit beschäftigt war. Bei der Prüfung waren der Betriebsführer oder sein Stellvertreter und der Meisterhauer, der den Prüfling ausgebildet hatte, anwesend. Geleitet wurde die Prüfung vom Betriebsführer. Nach der bestandenen Hauerprüfung erhielt der Hauer den Hauerschein. Im Laufe des 20. Jahrhunderts wurde die Hauerausbildung erneut abgeändert. Die theoretischen Kenntnisse wurden dem Haueranwärter nun in einem dreimonatigen Hauerlehrgang vermittelt. Am Ende des Hauerlehrgangs erfolgte die Prüfung in Form einer Fertigkeitsprüfung und einer Kenntnisprüfung. Nach bestandener Prüfung erhielt der Hauer den Hauerschein.